# Karel II van Bourbon (bisschop)

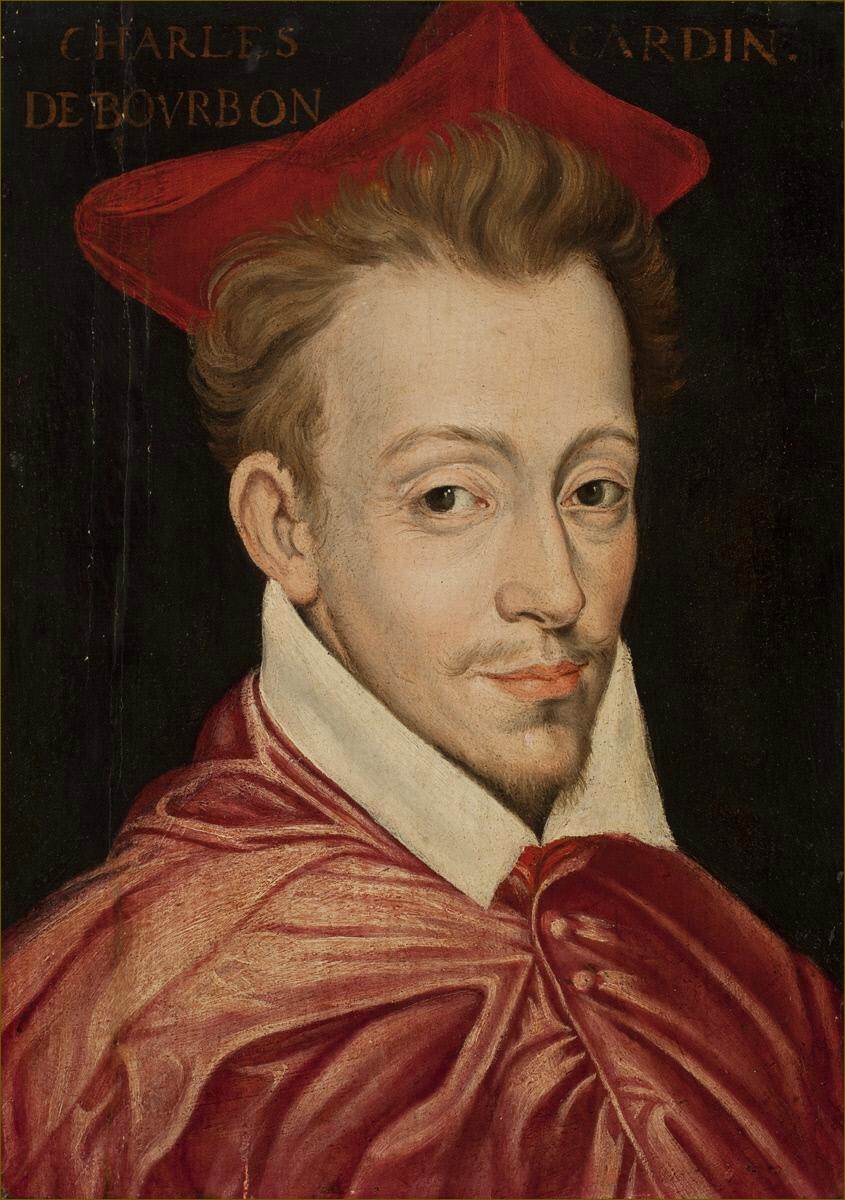
Kardinaal Karel II van Bourbon

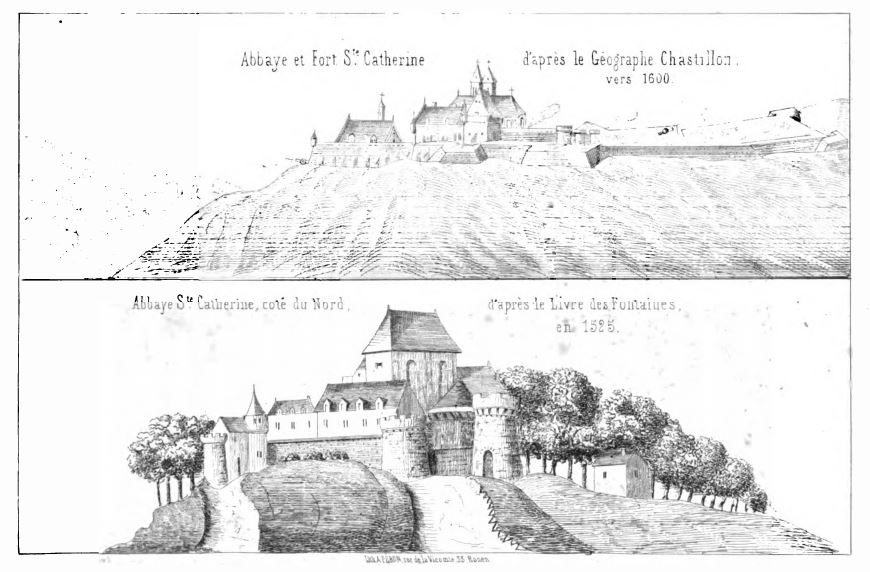
Karel was onder meer abt van deze abdij met bijhorend fort van Sainte-Catherine-du-Mont in Rouen.

Karel II van Bourbon (Gandelu-en-Brie, 19 augustus 1562 — Saint-Germain-des-Prés, 30 juli 1594), prins van den bloede,  was kardinaal-aartsbisschop elect van Rouen, in Normandië. Hij maakte het eind van de Hugenotenoorlogen mee in Frankrijk, wat de overgang betekende van het huis Valois naar het huis Bourbon (1589), met zijn neef Hendrik IV van Bourbon. 

## Levensloop
Hij was een zoon van de hugenotenleider Lodewijk I van Bourbon-Condé, prins van Condé, en van Eleonora van Roye. In Rome groeide hij op, met het vooruitzicht van een Rooms-kerkelijke carrière, onder stimulans van zijn oom, tutor en naamgenoot Karel I van Bourbon. Zijn oom was jarenlang kardinaal-aartsbisschop van Rouen. De meeste familieleden van het Huis Bourbon waren evenwel protestants.
In 1582 werd hij coadjutor van het aartsbisdom Rouen. Met andere woorden, Karel verkreeg het recht zijn oom op te volgen. Karel werd evenwel nooit tot priester gewijd noch tot bisschop. Een jaar later, in 1583, creëerde paus Gregorius XIII Karel, een niet-geestelijke, tot kardinaal. Karel haalde nooit zijn kardinaalshoed op bij de paus en had daarom geen titelkerk in Rome. Karel heeft in zijn leven nooit aan een pausverkiezing deelgenomen. 
Hij behoorde tot de raadgevers van de koning Hendrik III van Frankrijk, net zoals zijn oom, in de periode van de Hugenotenoorlogen. Zijn neef, de hugenoot Hendrik van Bourbon, werd koning onder de naam Hendrik IV (1589). Bij de dood van zijn oom werd Karel II aartsbisschop elect van Rouen (1590). Karel noemde zich voortaan kardinaal van Vendôme, zoals zijn oom. Karel kwam eigenlijk nooit in Rouen, want het kapittel van de kathedraal mocht hem niet. De Katholieke Liga poogde Karel II tot een politieke hoofdrol in Frankrijk te bewegen, maar Karel II weifelde. Zijn oom zat in de gevangenis omwille van zijn politieke katholieke ideeën.    
Karel sprak koning Hendrik IV herhaaldelijk aan om zich te bekeren tot het katholicisme. Hendrik IV bekeerde zich dan toch (1593) maar niet omwille van Karels smeekbeden maar wel omwille van militaire invasies op Frans grondgebied. Koning Filips II van Spanje viel binnen in het zuiden, Alexander Farnese vanuit de Spaanse Nederlanden richting Parijs en hertog Karel Emanuel I van Savoye viel binnen in de Dauphiné.
Karel II erfde van zijn oom meerdere abdijen. Zo werd Karel II abt van onder meer de benedictijnenabdij van Jumièges, de abdij van Saint-Germain-des-Prés, de abdij van Saint-Denis en de abdij Saint-Ouen in Rouen. In Rouen, de stad waar hij dus nooit tot bisschop gewijd werd, bezat hij ook de versterkte abdij van Sainte-Catherine-du-Mont. Karel II reisde van de ene abdij naar de andere. Hij stierf in 1594 in de abdij van Saint-Germain-des-Prés te Parijs. Zijn lichaam werd overgebracht naar Normandië, waar hij werd begraven in het Kartuizerklooster van Aubevoye, dat zijn oom gesticht had.
- Bibliothèque nationale de France: cb178144076 (data)
- Gemeinsame Normdatei: 1024101150
- International Standard Name Identifier: 0000 0003 7622 9250
- Virtual International Authority File: 252805423
- WorldCat: E39PBJqVVWYJDCFHgqXhv4PWjC